# هم‌جمعی
هم جمعی یا همجمعبستگی و یا همگرایی یک خاصیت آماری متغیرهای سری زمانی است. دو یا چند سری زمانی هم جمع می‌گردند اگر که رانش اتفاقی مشترکی را سهیم باشند.

## معرفی
اگر دو یا چند سری به‌طور مستقل مرتبه یکپارچگی یکپارچه شوند (به معنی سری زمانی) اما برخی ترکیب‌های خطی هایشان مرتبه یکپارچگی پایینی داشته باشند، آنگاه سری‌ها را می‌توان هم جمع نامید. یک مثال معمول جایی است که سری‌های مستقل یکپارچه از مرتبه اول ((I(1) ولی بعضاً بردار (هم‌جمعی) ضرایبی موجود هستند که یک ترکیب خطی مانایی از آن‌ها تشکیل دهند. برای مثال، یک شاخص بازار سهام و قیمت قرارداد آتی مرتبط با آن در زمان متغیر است، هر کدام تقریباً یک ولگشت را طی می‌کنند. با آزمایش فرضیه دیده می‌شود که یک ارتباط معنادار آماری بین قیمت آینده و قیمت فعلی اکنون می‌تواند با آزمایش برای وجود یک ترکیب هم جمعی بین دو سری انجام بگیرد. (اگر چنین ترکیبی مرتبه پایین یکپارچگی – به‌طور خاص اگر که (I(0 باشد – داشته باشد، می‌تواند بر یک رابطهٔ تعادلی بین سری‌های اصلی که به هم‌جمعها معروفند، دلالت بخشد.
قبل از دهه ۱۹۸۰ اکثر اقتصاددانان رگرسیون خطی را روی (غیر روندی) اطلاعات سری‌های زمانی غیر ثابت استفاده می‌کردند، که کلایو گرنجر برنده جایزه نوبل و پائول نیوبولد نشان دادند که به علت تولید همبستگی جعلی، می‌تواند روش خطرناکی باشد زیرا روش‌های غیر روندی استاندارد می‌توانند منجر به اطلاعاتی بشوند که باز هم غیر ثابت هستند. مقالهٔ ۱۹۸۷ او با برندهٔ جایزه نوبل، رابرت انگل روش بردار هم جمعی را رسمی نمود تا این عبارت ابداع شود.
حضور امکان‌پذیر هم جمعی، زمانی که یک روش برای آزمایش فرضیه با بررسی ارتباط بین دو متغیر دارای ریشه‌های واحد انتخاب شوند، به حساب آورده می‌شوند (برای نمونه یکپارچه شده از حد اقل مرتبه اول).
رویهٔ معمول برای آزمایش فرضیه‌های مربوطه به ارتباط بین متغیرهای غیر ثابت این بود که رگرسیون‌های کمینه مربعات خطی (OLS) بر روی اطلاعاتی که در ابتدا متفاوت شده‌اند، اجرا شود. این روش غلط خواهد شد اگر که متغیرهای غیر ایستا هم‌جمع باشند. اندازه‌گیری‌های هم‌جمعی را می‌توان روی مجموعه‌ای از سری‌های زمانی با استفاده از روال‌های سریع محاسبه نمود.